# 洪鱼脍
洪魚膾（：／）是一種由鰩魚（韓語稱“洪魚”）製成的發酵食品，具有類似氨的刺激性氣味。洪魚膾是韓國全羅道（尤其是木浦市）的一種鄉土飲食，常與熟豬肉和韓式泡菜搭配食用，這三種食物合稱為“洪濁三合”（：／ Hongtak Samhap ），簡稱“三合”（韓語：삼합）。

## 製作
洪魚膾的製作方法是將鰩魚肉置於罐中，在低溫的暗處放置十天左右以使之發酵，鰩魚體內的尿素在這一過程中分解產生氨氣。發酵後的鰩魚肉質變軟，可供食用。
日本NHK曾以儀器測量洪魚膾異味的數值，其測量結果高達6230Au，僅次於同樣帶有強烈氣味的瑞典鹽醃鯡魚。

## 搭配
洪魚膾在食用時常與馬格利（濁酒）搭配，二者合稱“洪濁”（韓語：홍탁）。此外，洪魚膾與豬肉、泡菜的搭配被稱為“三合”。
洪魚膾在韓國視為高級食品，朝鮮半島南部一些地區在婚礼等正式場合食用洪魚膾。。